# Aroue-Ithorots-Olhaïby
Aroue-Ithorots-Olhaïby (tiếng Basque: Arüe-Ithorrotze-Olhaibi) là một xã thuộc tỉnh Pyrénées-Atlantiques trong vùng Aquitaine ở tây nam nước Pháp. Xã này nằm ở khu vực có độ cao trung bình 114 mét trên mực nước biển.
Xã nằm trong tỉnh cũ Soule.